# کنار صندل

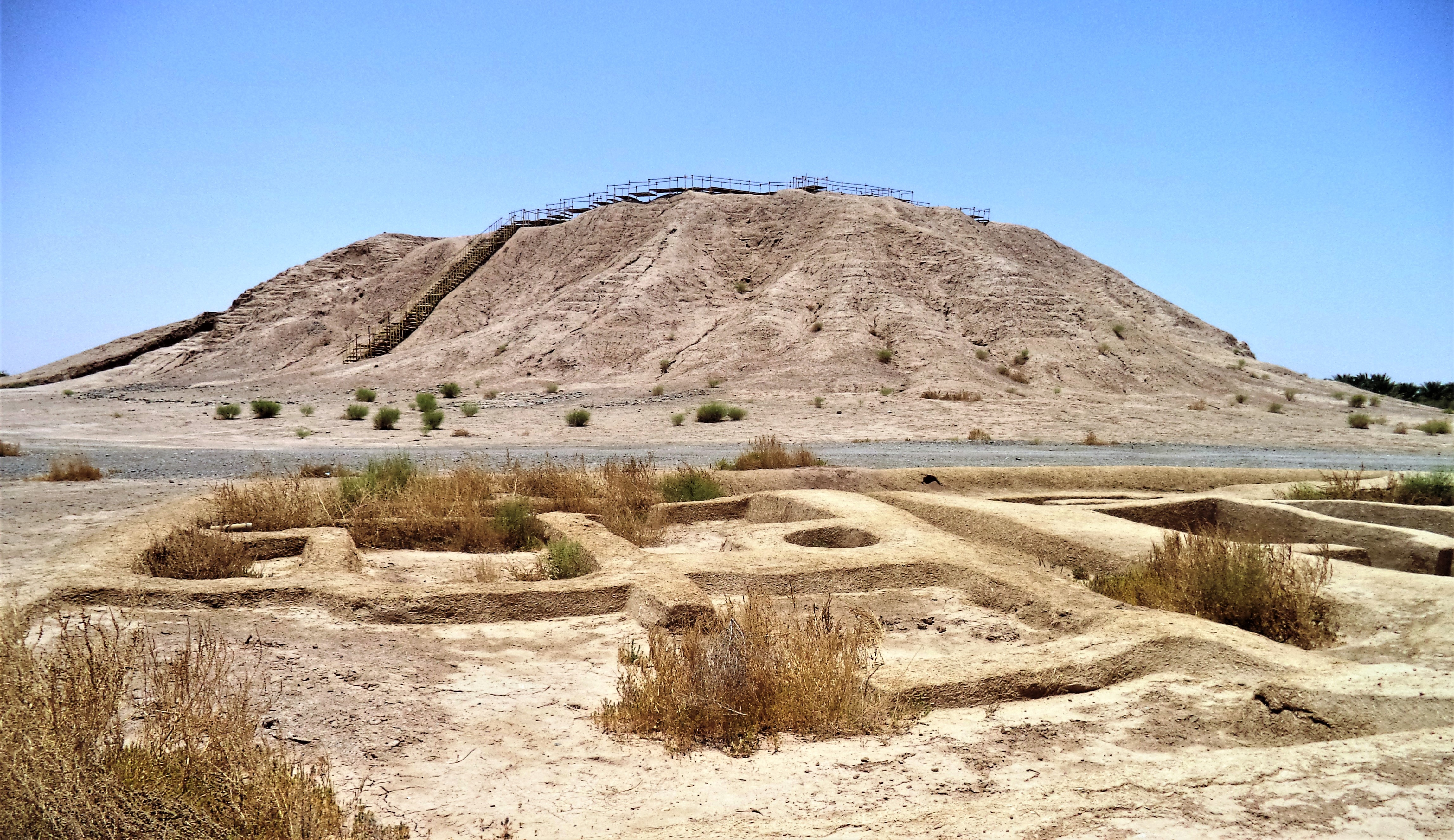
تپه کنار صندل ب

کنار صندل یک مکان باستان‌شناسی مربوط به عصر برنز است که در جنوب جیرفت استان کرمان قرار دارد.
آنجا دو تپه وجود دارد:تپه کنار صندل الف و تپه کنار صندل ب که چند کیلومتر با هم فاصله دارند و ارتفاع‌شان به ترتیب ۱۳ و ۲۱ متر است. در تپه کنار صندل ب، یک برج دو طبقه با پایه نزدیک به ۱۳٫۵ هکتار پیدا شد. همین‌طور کتیبه‌ها و الواحی با خطی ناشناخته پیدا شده‌است.
این مکان با تمدن فرضی جیرفت مربوط است، تمدنی که مربوط به هزاره سوم پیش از میلاد بود و براساس کارهای دستی بدست آمده در سال ۲۰۰۱ وجود آن تأیید شده‌است. وجود تمدن جیرفت به علت حدس و گمان در مورد وجود اجسام باستانی و پیدا نشدن آنها و احتمال جعل اسناد به شدت مورد انتقاد قرار گرفته بود. بنابراین کاوش کنار صندل در کشف آثار باستانی در این زمینه مهم است.
یوسف مجیدزاده، رئیس تیم حفاری باستان‌شناسی در کنار صندل که پس از مصادره سال ۲۰۰۱شروع به کار کرد، این مکان را به عنوان «تمدن مستقل عصر برنز با معماری و زبان خودش» می‌داند. مجیدزاده می‌گوید اینجا ممکن است بقایای پادشاهی گمشده آراتا باشد. کاوشگران دیگر مثل (دنیل تی. پوت و پایوتر اشتاین کلر) آنجا را به شهر گمنام پرشی مربوط دانسته‌اند.